# Michelle Beadle

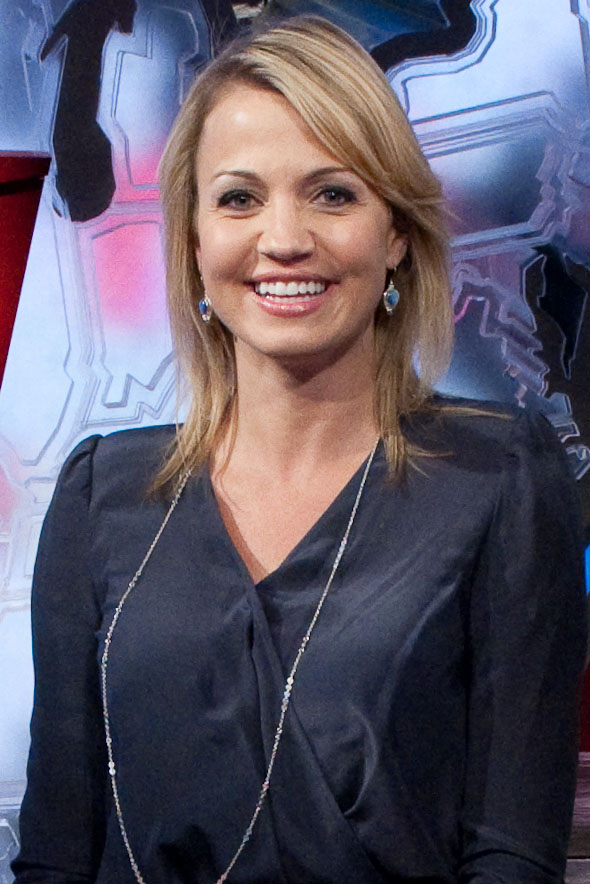

Michelle Denise Beadle (23 de outubro de 1975) é uma repórter e jornalista de assuntos sobre esportes em ESPN em 1 de junho de 2009.